# Un segno di vita
Un segno di vita è il sesto album in studio del cantautore italiano Vasco Brondi, il secondo firmato con il proprio nome dopo la fine del progetto Le luci della centrale elettrica, pubblicato il 15 marzo 2024.

## Descrizione
A detta dell'autore, l'album è stato influenzato dagli ambienti dove è stato prodotto: circa la metà delle tracce sono state registrate in uno studio di registrazione mobile montato tra le montagne valdostane a 2500 metri di altezza, mentre le restanti sono state registrate a Milano e, in minima parte, a Genova.
Illumina tutto, il primo brano dell'album, è stato proposto come partecipante della settantaquattresima edizione del Festival di Sanremo, uno dei più importanti festival musicali italiani, ma è stato rifiutato.
In allegato all'edizione fisica dell'album viene venduto il libro Piccolo manuale di pop impopolare, riguardante i vari passaggi della produzione dell'album stesso.

## Tracce
Testi di Vasco Brondi, musiche di Vasco Brondi e Federico Dragogna, eccetto dove indicato.
1. Illumina tutto (testo: Vasco Brondi – musica: Pacifico e Federico Nardelli)
2. Un segno di vita
3. Meccanismi
4. Fuoco dentro (feat. Nada) (testo: Vasco Brondi e Nada – musica: Vasco Brondi)
5. Incendio (testo: Vasco Brondi – musica: Vasco Brondi e Federico Dragogna e Angelo Trabace)
6. Fuori città
7. Vista mare (Vasco Brondi)
8. Notti luminose (testo: Vasco Brondi – musica: Vasco Brondi e Federico Dragogna e Riccardo Onori)
9. Va' dove ti esplode il cuore
10. La stagione buona (Cover dell'omonimo brano dei Non voglio che Clara[6]) (Fabio De Min)